# Paralelo 15 S
O paralelo 15 S é um paralelo que está 15 graus a sul do plano equatorial da Terra. Aproximadamente 77% da extensão deste paralelo passa sobre oceanos.

## Dimensões
Conforme o sistema geodésico WGS 84, no nível de latitude 15° S, um grau de longitude equivale a 107,549 km; a extensão total do paralelo é portanto 38718 km, cerca de 97% da extensão da linha do Equador, da qual esse paralelo dista 1659 km, distando 8343 km do Polo Sul.

## Cruzamentos
Começando no Meridiano de Greenwich na direcção leste, o paralelo 15 S passa sucessivamente por:
| País, território ou mar | Notas                                                                                             |
| ----------------------- | ------------------------------------------------------------------------------------------------- |
| Oceano Atlântico        |                                                                                                   |
| Angola                  | Passa no sul do país                                                                              |
| Zâmbia                  | Passa um pouco ao norte de Lusaka                                                                 |
| Moçambique              |                                                                                                   |
| Malawi                  | Passa em Blantyre                                                                                 |
| Moçambique              | Passa no centro-norte da parte oriental do país                                                   |
| Oceano Índico           | Canal de Moçambique                                                                               |
| Madagáscar              | Passa no extremo norte                                                                            |
| Oceano Índico           |                                                                                                   |
| Austrália               | Austrália Ocidental Território do Norte                                                           |
| Golfo de Carpentária    |                                                                                                   |
| Austrália               | Queensland                                                                                        |
| Oceano Pacífico         | Mar de Coral                                                                                      |
| Vanuatu                 | Ilhas de Espírito Santo e Maewo                                                                   |
| Oceano Pacífico         |                                                                                                   |
| Polinésia Francesa      | Passa pelos atóis Tikehau e Rangiroa e perto de outras ilhas                                      |
| Oceano Pacífico         |                                                                                                   |
| Peru                    | Passa em Nazca                                                                                    |
| Bolívia                 | Passa perto de Trinidad                                                                           |
| Brasil                  | Mato Grosso (a norte de Cuiabá) Goiás (a norte de Brasília) Minas Gerais Bahia (ao sul de Ilhéus) |
| Oceano Atlântico        |                                                                                                   |